# Bernard Maguire
Bernard A. Maguire (11 de febrero de 1818-26 de abril de 1886) fue un sacerdote católico irlandés-estadounidense y jesuita que se desempeñó dos veces como presidente de la Universidad de Georgetown. Nacido en Irlanda, emigró a los Estados Unidos a la edad de seis años y su familia se estableció en Maryland. Maguire asistió al Saint John's College en Frederick, en el estado de Maryland, y luego ingresó a la Compañía de Jesús en 1837. Continuó sus estudios en la Universidad de Georgetown, donde también enseñó y fue prefecto, hasta su ordenación sacerdotal en 1851.
En 1852 Maguire fue nombrado presidente de la Universidad de Georgetown. Su mandato se considera exitoso: se erigieron nuevos edificios, aumentó el número de estudiantes y la división preparatoria se separó parcialmente de la escuela superior. Al final de su presidencia en 1858, se dedicó al trabajo pastoral y misional en Washington D.C., Maryland y Virginia, y desarrolló una reputación como predicador hábil. Después de la Guerra de Secesión, que devastó la universidad, Maguire volvió a ser presidente de Georgetown en 1866. La Facultad de Derecho de Georgetown, planeada desde hace mucho tiempo, se fundó al final de su presidencia. Su mandato terminó en 1870 y volvió a la obra misional, lo que le hizo viajar por todo el país. Murió en Filadelfia en 1886.

## Infancia
Bernard A. Maguire nació el 11 de febrero de 1818 en Edgeworthstown (condado de Longford, Irlanda). Emigró a los seis años a Estados Unidos con sus padres, y se instalaron cerca de Frederick, en el estado de Maryland, donde su padre trabajaba en la construcción del canal de Chesapeake y Ohio.
John McElroy, un sacerdote católico que visitaba periódicamente a los Maguire y otras familias que trabajaban en el proyecto del canal, pensó que Bernard sería apto para el sacerdocio y se aseguró de que recibiera una educación. McElroy inscribió a Maguire en el Saint John's College en Frederick, una escuela jesuita que él presidía, y entre sus profesores se encontraba Virgil Horace Barber. En dicha escuela Maguire y su compañero de aula, Enoch Louis Lowe, eran considerados continuamente entre los mejores de su clase y participaban juntos en declamaciones de oratoria.

## Formación jesuítica
El 20 de septiembre de 1837 Maguire ingresó en la Compañía de Jesús y comenzó el noviciado en Frederick, donde Francis Dzierozynski fue su instructor. Luego comenzó su educación superior en la Universidad de Georgetown: desde 1839 hasta 1840 estudió retórica y de 1840 a 1841 filosofía. Mientras estudiaba esta última disciplina, también se desempeñó como prefecto de la universidad. Hizo una pausa en su trayectoria en Georgetown durante el año académico 1842-1843, cuando enseñó matemáticas y fue prefecto en Saint John's College. En dicha institución también supervisó la biblioteca y el museo. Posteriormente regresó a Georgetown, donde impartió clases de gramática, matemáticas y francés. Sin embargo, el año académico 1845-46 dejó la enseñanza de la gramática para poder volver a ser prefecto.
En 1846 Maguire inició su formación teológica para el sacerdocio. Se despidió de sus estudios durante el año académico de 1849-1850 para catequizar a los estudiantes de Georgetown. Durante ese tiempo, hubo un levantamiento entre los alumnos, derivado de una disputa entre la Sociedad Filodémica y el primer prefecto Burchard Villiger sobre cuándo se le permitía al club celebrar reuniones. A medida que aumentaban las tensiones, Villiger expulsó a tres estudiantes, lo que provocó un alboroto entre el cuerpo estudiantil. Creyendo que la expulsión se aplicaba a todos los involucrados en la disputa, cuarenta abandonaron la universidad y se instalaron en hoteles en Washington, desde donde escribieron al prefecto exigiendo que se les permitiera regresar sin castigo, al tiempo que demandaban su reemplazo.
Después de que la noticia de este enfrentamiento llegó a los periódicos locales, Maguire se reunió con los estudiantes para persuadirlos de que regresaran pacíficamente. Finalmente los alumnos acordaron regresar incondicionalmente y se disculparon. Al mismo tiempo Villiger renunció como primer prefecto y Maguire fue seleccionado para reemplazarlo. El 27 de septiembre de 1851 fue ordenado sacerdote por John McGill, obispo de Richmond.

## Ámbito académico

### Primera presidencia de la Universidad de Georgetown

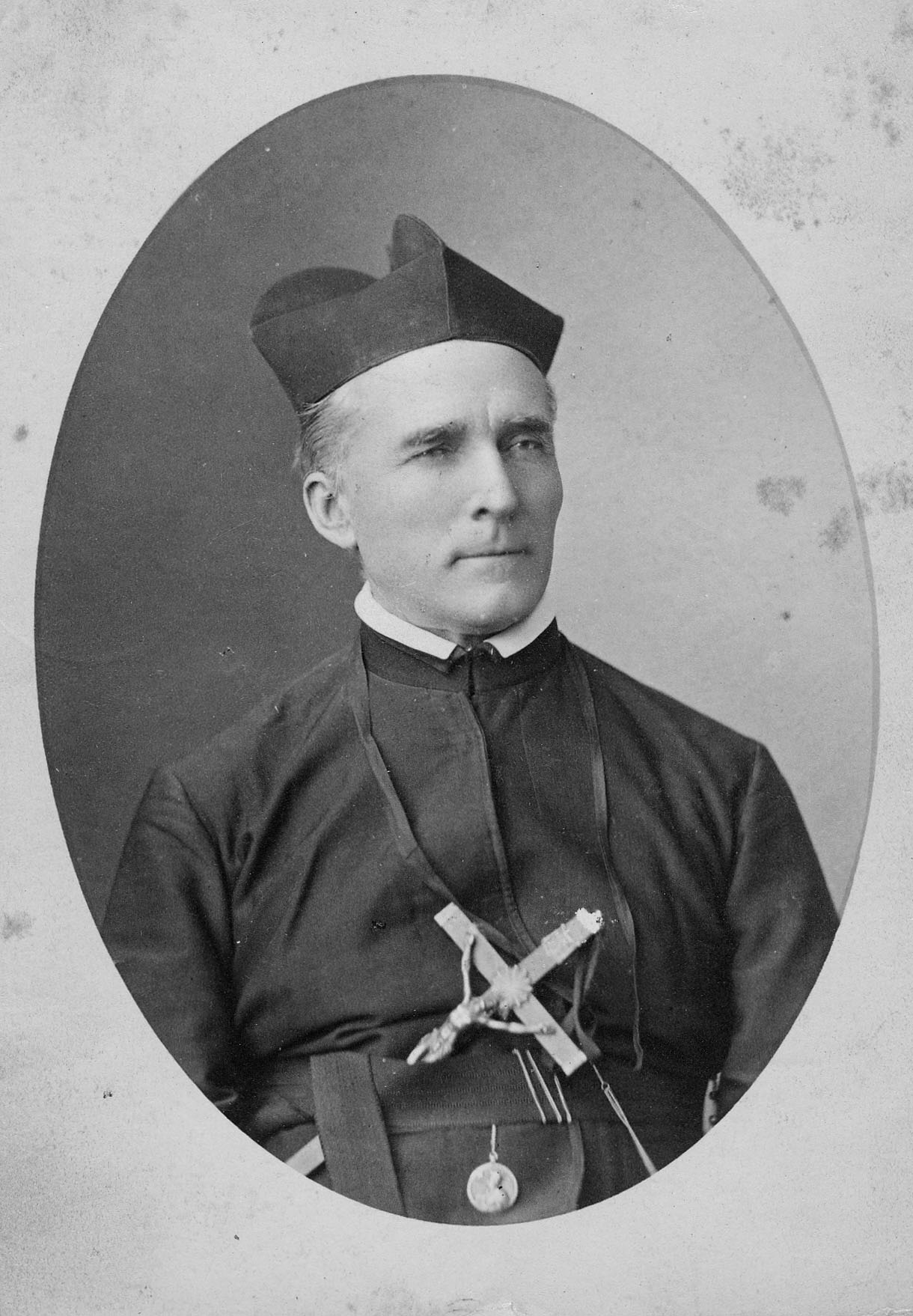
Fotografía de Maguire, posiblemente anterior a 1886

Durante su tercera probación de 1851 a 1852, que fue supervisada por Felix Cicaterri, Maguire fue elegido para suceder a Charles H. Stonestreet como presidente de la Universidad de Georgetown en diciembre de 1852. Poco después, el prepósito general de los jesuitas confirmó la elección de Maguire por la junta directiva y este asumió oficialmente el cargo el 25 de enero de 1853. Como presidente era muy querido por los estudiantes, a pesar de tener la reputación de ser severo. Algunos alumnos estaban disgustados con la imposición de disciplina del prefecto y la negativa de Maguire a revertirla, por lo que protagonizaron otro levantamiento: arrojaron piedras y tinteros para romper las ventanas. La rebelión fue rápidamente sofocada después de una conferencia en el desayuno a la mañana siguiente, en la que Maguire apeló al sentido del honor de los estudiantes, y como resultado seis de ellos fueron expulsados.
Maguire promovió sociedades dramáticas y literarias entre el cuerpo estudiantil. En abril de 1853 la universidad fue visitada por el intelectual católico Orestes Brownson, y al acto de graduación de 1854 asistió Franklin Pierce, presidente de los Estados Unidos.
El 6 de diciembre de 1854 un incendio destruyó el galpón donde trabajaba el sastre y el zapatero. El vicepresidente de la universidad detectó el fuego durante la noche y despertó a otros ocupantes que impidieron que se extendiera a los otros edificios.
A pesar de la construcción de nuevos edificios, un aumento significativo en el número de estudiantes en Georgetown (que se acercaron a los trescientos) causó que se necesitaran más acomodaciones y alojamientos. Por ello, Maguire trató de construir otro inmueble, pero estos planes se volvieron insostenibles por el pánico de 1857, que también dificultó que la universidad contratara un número suficiente de profesores.

#### División preparatoria

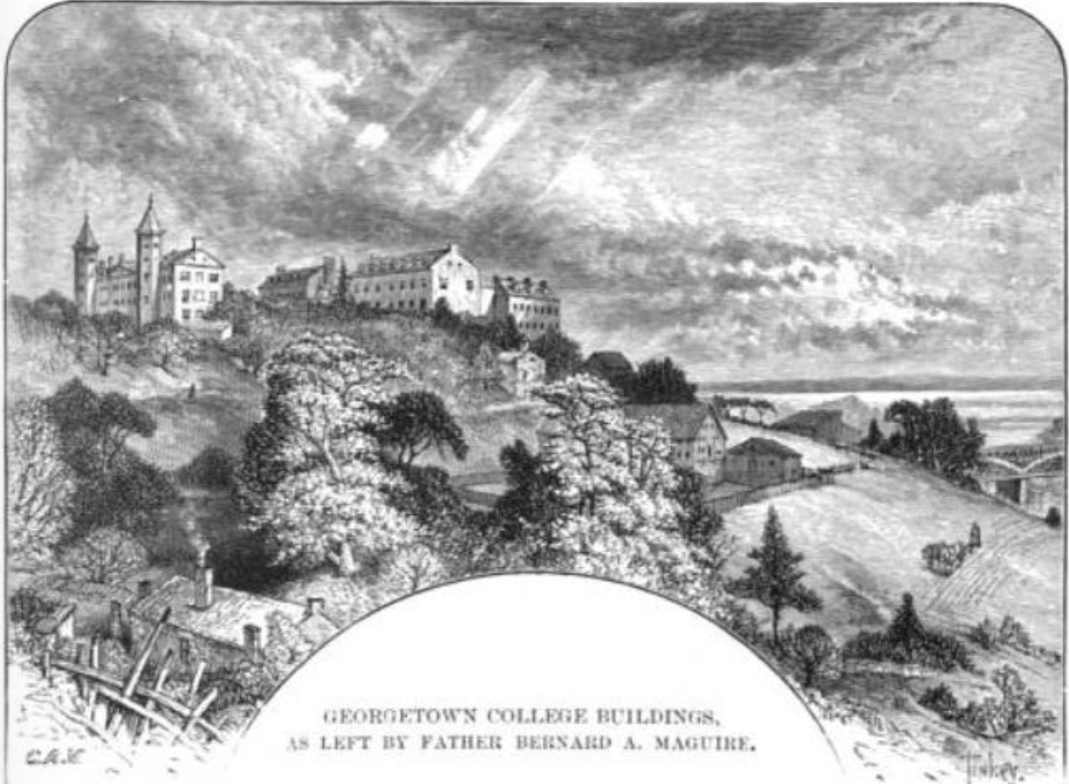
El campus de Georgetown al final de la primera presidencia de Maguire

Durante la presidencia de Maguire se mejoraron varias instalaciones de la universidad. La división preparatoria (que más tarde se convirtió en Georgetown Preparatory School) se separó de Georgetown College en 1851, para reducir cualquier influencia negativa de los estudiantes mayores sobre los más jóvenes. Otro motivo reside en que la mezcla de edades disuadió a algunos estudiantes mayores de asistir a la división de educación superior de Georgetown. La división preparatoria se segregó aún más con la creación de viviendas separadas para los alumnos más jóvenes en 1852 y la institución de un calendario académico diferenciado en 1856. Esta división fue efectiva, en tanto que produjo un aumento significativo en el número de estudiantes en edad universitaria que se matricularon.
La construcción de un edificio diferente para la división preparatoria comenzó en junio de 1854. El recinto de cinco pisos conectaba otros dos bloques al este y al oeste, y albergaba una sala de juegos, un salón público, aulas, un salón de estudio y un dormitorio. Más modesto de lo que se imaginó originalmente varios años antes, el Edificio Preparatorio costó 20 000 $ y se completó a principios de 1855. Se equipó con nuevas lámparas de gas, en lugar de las de aceite. Posteriormente, el edificio preparatorio pasó a llamarse Maguire Hall.
El 5 de octubre de 1858 el mandato de Maguire llegó a su fin y fue sucedido por John Early. El historiador Robert Emmett Curran consideró que su presidencia fue un éxito en general.

### Trayectoria pastoral
Después de su primera presidencia en Georgetown, Maguire fue enviado como párroco a la iglesia de St. Joseph en Baltimore en 1858. En su primer trabajo pastoral, Maguire ganó la reputación de un orador experto y en 1859 fue trasladado a la iglesia St. Aloysius en Washington D. C., donde creció su fama como predicador y sus sermones hicieron que muchos protestantes se convirtieran al catolicismo. Maguire dejó St. Aloysius a fines de 1864 para mudarse a Frederick (Maryland) desde donde viajó como misionero por este mismo estado y Virginia. Esta obra misionera también produjo conversiones al catolicismo. Uno de esos conversos que escuchó a Maguire predicar en Virginia fue Thomas H. Stack, quien más tarde se convirtió en jesuita y presidente del Boston College.

### Retorno a Georgetown
Maguire se convirtió en presidente de la Universidad de Georgetown por segunda vez el 1 de enero de 1866. Asumió el cargo después de la guerra civil estadounidense en reemplazo a John Early. La matrícula en la universidad había disminuido vertiginosamente durante la guerra, y quedaban pocos estudiantes cuando Maguire asumió el cargo. Desde 1859 hasta 1861 el número de alumnos se redujo de 313 a 17. Como resultado de la disminución de la matrícula, la universidad quedó en un estado financiero precario. Al final del mandato de Maguire el número de estudiantes había comenzado a repuntar. El campus de Georgetown también sufrió durante la guerra,  Maguire lo describió como «casi arruinado». En julio de 1866, al final del año académico, inmediatamente comenzó a reparar y ampliar los edificios que fueron dañados por ser utilizados como cuarteles y como un hospital militar del Ejército de la Unión. En tres meses el trabajo se completó. Para simbolizar la unidad nacional de la posguerra, Maguire adoptó los colores respectivos de la Unión y los Ejércitos Confederados, azul y gris, como colores oficiales de la escuela.
Las discusiones sobre la creación de una facultad de derecho comenzaron durante la presidencia de Early, pero se suspendieron debido a la guerra. A sugerencia de un futuro rector de la universidad, Patrick F. Healy, estas negociaciones se reanudaron y se hicieron más concretas en 1869. Finalmente, la junta directiva de la universidad aprobó el establecimiento de la Facultad de Derecho de Georgetown en marzo de 1870. Maguire deseaba que la facultad de derecho estuviese más integrada con el resto de la universidad que la facultad de medicina, que funcionaba en gran medida de forma autónoma. Seleccionó a los primeros seis miembros de la facultad y anunció la creación de la nueva escuela al comienzo del ciclo lectivo en junio de 1870. Las primeras clases de la facultad de derecho comenzaron en octubre.
En 1869 el presidente Ulysses S. Grant asistió a la entrega de diplomas y confirió los títulos. Ese mismo año, el escolasticado jesuita de la universidad que capacitó a sus miembros en su formación religiosa se trasladó de Georgetown a Woodstock (estado de Maryland), para formar el Woodstock College. Durante este período la salud de Maguire había comenzado a deteriorarse, y el nuevo superior provincial, Joseph Keller, comenzó a considerar posibles sucesores consultando con los superiores jesuitas en Roma. El mandato de Maguire llegó a su fin en julio de 1870, y John Early fue nombrado nuevamente como su sucesor.

### Últimos años
Después de su segunda presidencia de la universidad, Maguire regresó a la Iglesia St. Aloysius como párroco. Predicó con regularidad hasta que se retiró del cargo en mayo de 1875. Regresó a la obra misional y predicó en Canadá y San Francisco. Renunció a estos deberes cuando la salud le impidió continuar en 1884.
En el Domingo de Pasión de abril de 1886 Maguire dirigió un retiro en Old St. Joseph's Church en Filadelfia (Pensilvania), después de haber terminado de dirigir un triduo para hombres en la Catedral de la Asunción en Baltimore. Al tercer día del retiro, enfermó y fue trasladado al Hospital St. Joseph, donde recibió la unción de los enfermos y murió el 26 de abril de 1886. Sus exequias se llevaron a cabo en la iglesia St. Aloysius en Washington, y fue enterrado en el cementerio de la comunidad jesuita en la Universidad de Georgetown.